# Geesthacht
Geesthacht é uma cidade da Alemanha localizada no distrito de Lauenburg, estado de Schleswig-Holstein.
|  |